# Stare Żochy
Stare Żochy – wieś w Polsce położona w województwie podlaskim, w powiecie wysokomazowieckim, w gminie Nowe Piekuty.
W latach 1975–1998 miejscowość administracyjnie należała do województwa łomżyńskiego.
Wierni kościoła rzymskokatolickiego należą do parafii św. Kazimierza w Nowych Piekutach.

## Historia wsi
Wieś założona najprawdopodobniej w XVI w. przez osadników ze wsi Żochy w powiecie ciechanowskim.
Spis podatkowy z 1580 roku wymienia Zochi w parafii domanowskiej. Mieszkało tu kilku drobnoszlacheckich gospodarzy pracujących na 6 włókach. W tym czasie posługiwali się nazwiskami Żoch, de Żochy, z Żoch, w następnym wieku mianowali się Żochowskimi herbu Brodzic.
W I Rzeczypospolitej Żochy należały do ziemi bielskiej.
W roku 1827 wieś liczyła 12 domów i 86 mieszkańców. Pod koniec XIX w. wieś drobnoszlachecka nad rzeczką Dzierżą w powiecie mazowieckim, gmina i parafia Piekuty.
W roku 1891 naliczono 17 gospodarstw. Średnie gospodarstwo mierzyło 8,2 ha. Spis powszechny z 1921 informuje o 22 domach i 130 osobach (w tym 8 prawosławnych).
Współcześnie (rok 2008) w miejscowości znajdowało się 20 domów z 81 mieszkańcami.